# Eucoptacra paupercula
Eucoptacra paupercula är en insektsart som först beskrevs av Kirby, W.F. 1902.  Eucoptacra paupercula ingår i släktet Eucoptacra och familjen gräshoppor. Inga underarter finns listade i Catalogue of Life.